# Flaggen und Wappen der Departamentos Kolumbiens
Diese Liste zeigt und erläutert die Flaggen und Wappen der Departamentos Kolumbiens.
Die Republik Kolumbien ist politisch in 32 Departamentos und einen Hauptstadtdistrikt unterteilt, die praktisch alle eine eigene Flagge und ein Wappen führen.

## Liste
| Karte | Flagge | Wappen | Departamento               | Anmerkungen |
| ----- | ------ | ------ | -------------------------- | --- |
|       |        |        | Amazonas                   | Das Wappen dieses südlichen Departments zeigt eine stilisierte Darstellung des Amazonas-Flusses. |
|       |        |        | Antioquia                  | Die Flagge hat ihren Ursprung in der Universidad de Antioquia. Das Wappen zeigt eine Matrone, die gekleidet ist wie eine Indio und am Fuß eines goldenen Berges zwischen einer Platane und einer Palme an einem Fluss sitzt. Auf dem Haupt trägt sie die phrygische Mütze der Französischen Revolution. |
|       |        |        | Arauca                     | |
|       |        |        | Atlántico                  | |
|       |        |        | Bogotá - Distrito Capital  | |
|       |        |        | Bolívar                    | |
|       |        |        | Boyacá                     | |
|       |        |        | Caldas                     | |
|       |        |        | Caquetá                    | |
|       |        |        | Casanare                   | |
|       |        |        | Cauca                      | |
|       |        |        | Cesar                      | |
|       |        |        | Chocó                      | |
|       |        |        | Córdoba                    | |
|       |        |        | Cundinamarca               | |
|       |        |        | Guainía                    | |
|       |        |        | Guaviare                   | |
|       |        |        | Huila                      | |
|       |        |        | La Guajira                 | |
|       |        |        | Magdalena                  | |
|       |        |        | Meta                       | |
|       |        |        | Nariño                     | |
|       |        |        | Norte de Santander         | |
|       |        |        | Putumayo                   | |
|       |        |        | Quindío                    | |
|       |        |        | Risaralda                  | |
|       |        |        | San Andrés und Providencia | |
|       |        |        | Santander                  | |
|       |        |        | Sucre                      | |
|       |        |        | Tolima                     | |
|       |        |        | Valle del Cauca            | |
|       |        |        | Vaupés                     | |
|       |        |        | Vichada                    | |